# Hermann Münchmeyer (Kaufmann, 1875)
Hermann Rudolf Münchmeyer (* 30. Juli 1875 in Hamburg; † 20. Juni 1950 in Hamburg-Rissen) war ein deutscher Kaufmann und Mitinhaber der Handelsfirma und Privatbank Münchmeyer & Co.

## Leben
Hermann Münchmeyer entstammte dem niedersächsischen Zweig der Familie Münchmeyer; er war der Sohn des Hamburger Kaufmanns und Bankiers Alwin Münchmeyer d. Ä. (1844–1895) und der Therese Albert (1852–1932). Er besuchte das Wilhelm-Gymnasium in Hamburg, wo er zu Michaelis 1893 das Reifezeugnis erhielt.
Münchmeyer leistete seinen Wehrdienst als Einjährig-Freiwilliger im Westfälischen Ulanen-Regiment Nr. 5 in Düsseldorf. Ab 1900 war er Mitinhaber der väterlichen Firma „Münchmeyer & Co.“ in Hamburg und Mitglied der Handelskammer Hamburg, von 1923 bis 1926 deren Präses.
Er heiratete am 23. September 1905 in Hamburg Elisabeth Waitz (* 24. November 1885 in Hamburg; † nach 1962), die Tochter des Hamburger Oberarztes Heinrich Waitz (1850–1912) und der Elise Krogmann (1863–1942). Aus der Ehe ging der Sohn Alwin Münchmeyer (1908–1990) hervor, ebenfalls Kaufmann und Bankier.
Münchmeyer wurde 1914 zum Rittmeister der Reserve befördert. Er nahm am Ersten Weltkrieg teil und erhielt das Eiserne Kreuz 2. Klasse, das Hamburgische Hanseatenkreuz sowie das Mecklenburgische Verdienstkreuz.
Neben der Arbeit im eigenen Familienunternehmen war Münchmeyer Mitglied des Verwaltungsrates der Deutschen Reichsbahn, des Aufsichtsrats der Norddeutschen Bank, der Direktion der Berliner Disconto-Gesellschaft, der Hamburg-Amerika-Linie, der Hamburg-Bremer Feuer-Versicherungs-Gesellschaft, der Aachener-Münchener Feuer-Versicherungs-Gesellschaft, der Nord-Deutschen Versicherungs-Gesellschaft, der Deutsch-Atlantischen See-Kabel-Gesellschaft, der Hamburg-Bremer Rückversicherungs-Gesellschaft, der Rudolph-Karstadt-AG, der Niedersachsen-Versicherungs-Gesellschaft und der Kaufmannhaus-AG zu Hamburg.

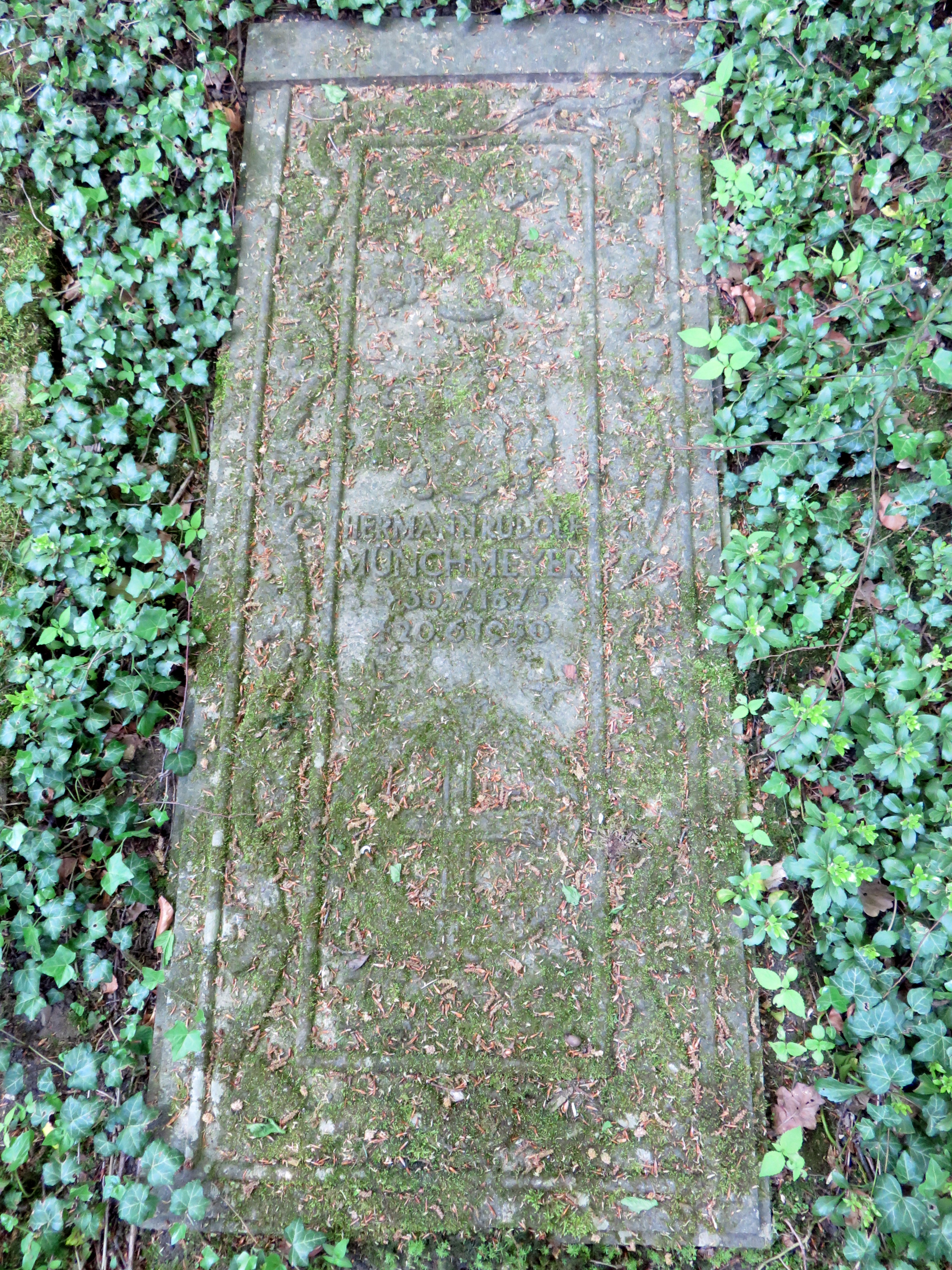
Grabplatte des Familiengrabs auf dem Ohlsdorfer Friedhof

Hermann Rudolf Münchmeyer starb 1950 in seinem Haus am Tinsdaler Kirchenweg 215/217 in Hamburg-Rissen, die Diagnose lautete Arteriosklerose (Herzschwäche). Er wurde auf dem Ohlsdorfer Friedhof beigesetzt (Planquadrat AA 19 zwischen Waldstraße und Stiller Weg).